# Kenneth Cole

Marchio della casa Kenneth Cole

Kenneth Cole (Brooklyn, 23 marzo 1954) è uno stilista statunitense.

## Biografia
Figlio del proprietario di un calzaturificio, Kenneth Cole dopo aver studiato legge alla Emory University, avvia la propria attività nel 1982, la Kenneth Cole Productions.. Per garantire alla propria azienda una grossa pubblicità, Cole parcheggiò un grosso camion a Manhattan, davanti all'hotel Hilton, dentro al quale venivano realizzate le sue scarpe, fingendo che si stesse realizzando un film intitolato Birth of a Shoe Company (Nascita di una azienda di scarpe). Nei due giorni e mezzo in cui il camion rimase parcheggiato furono vendute 40.000 paia di scarpe. Nel 1994 la Kenneth Cole Productions viene quotata in borsa, e la rivista Forbes inserisce l'azienda di Kenneth Cole nella lista annuale delle migliori 200 piccole aziende. Negli anni la produzione dell'azienda si è allargata su diversi settori della moda come l'abbigliamento, gli accessori e la profumeria, distribuiti attraverso marchi come Kenneth Cole NY, Reaction e Unlisted.
Già dagli anni ottanta, Kenneth Cole si è sempre dimostrato molto attivo nel finanziare e supportare la ricerca sull'AIDS, ed è stato il primo nel mondo della moda a farlo.. Il suo impegno sociale si è spesso riversato anche nelle campagne pubblicitarie del marchio, spesso molto controverse, e persino nella stessa produzione. Per esempio in occasione della Giornata mondiale contro l'AIDS del 2005, Kenneth Cole ha messo in vendita in alcuni negozi alcune T-Shirt da lui disegnate, che riportavano scritte come "Io ho l'AIDS" oppure "Noi abbiamo l'AIDS". Inoltre dagli anni duemila l'azienda ha rinunciato ad utilizzare pellicce per i propri capi di abbigliamento.
Kenneth Cole nel 1986 ha sposato Maria Cuomo, figlia dell'ex governatore di New York Mario Cuomo.